# Simon Boypa
Simon Boypa (Parigi, 19 marzo 1999) è un velocista francese.

## Biografia
Agli europei di Monaco di Baviera 2022 ha vinto il bronzo nella staffetta 4×400 metri, correndo in batteria con Gilles Biron, Loïc Prévot e Téo Andant. In finale è stato sostituito da Thomas Jordier.

## Palmarès
| Anno | Manifestazione | Sede   | Evento  | Risultato | Prestazione | Note                                     |
| ---- | -------------- | ------ | ------- | --------- | ----------- | ---------------------------------------- |
| 2022 | Mondiali       | Eugene | 4×400 m | 7º        | 3'01"35     | Miglior prestazione personale stagionale |
| 2022 | Europei        | Monaco | 4×400 m | Bronzo    | 2'59"64     | [ 1 ]                                    |

## Altre competizioni internazionali
2015
- In batteria al Festival olimpico della gioventù europea ( Tbilisi), 400 m piani - 49"92
- Oro al Festival olimpico della gioventù europea ( Tbilisi), 4×100 m - 42"11